# Braga (kerület)
Braga kerület (portugálul Distrito de Braga) Portugália északnyugati részén, Norte régióban található közigazgatási egység. Északról Viana do Castelo kerület és Galicia (Spanyolország), keletről Vila Real kerület, délről Porto kerület, nyugatról  pedig az Atlanti-óceán határolja. Nevét székhelye, Braga után kapta. Területe 2706 km², ahol 831.368 fős népesség él. 

## Községek
Braga kerületben 14 község (município) található, melyek a következők:

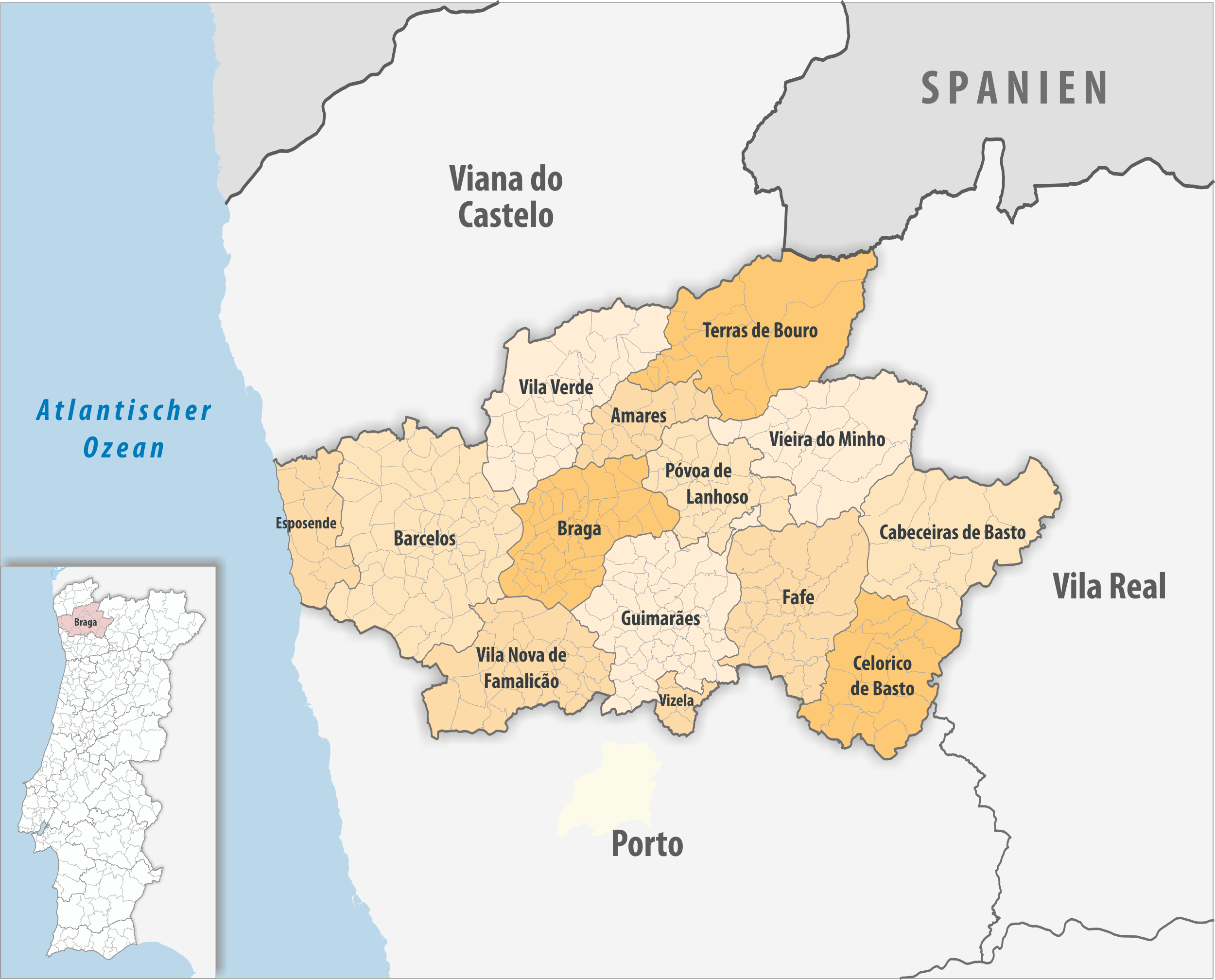
Braga kerület községei

- Amares
- Barcelos
- Braga
- Cabeceiras de Basto
- Celorico de Basto
- Esposende
- Fafe
- Guimarães
- Póvoa de Lanhoso
- Terras de Bouro
- Vieira do Minho
- Vila Nova de Famalicão
- Vila Verde
- Vizela

## Fordítás
Ez a szócikk részben vagy egészben  a   Braga District című angol Wikipédia-szócikk ezen változatának fordításán alapul.  Az eredeti cikk szerkesztőit annak laptörténete sorolja fel. Ez a jelzés csupán a megfogalmazás eredetét és a szerzői jogokat jelzi, nem szolgál a cikkben szereplő információk forrásmegjelöléseként.

## Külső hivatkozások
- Braga kerület önkormányzatának honlapja